# Cerosora sumatrana
Cerosora sumatrana är en kantbräkenväxtart som beskrevs av Holtt. Cerosora sumatrana ingår i släktet Cerosora och familjen Pteridaceae. Inga underarter finns listade.